# 東條演説事件
東條演説事件（とうじょうえんぜつじけん）とは、太平洋戦争中の1944年に、日本の内閣総理大臣だった東條英機が司法関係者に対して戦時体制に協力した司法権の運用を求める演説をした事件。

## 概要
1944年2月28日に春から初夏に行われることが通例の全国司法長官会合が臨時に開かれた。大審院長や控訴院長、地方裁判所長ら司法官幹部は会合が終わった後で総理大臣官邸に出向き、東條首相と昼食会が持たれた。
東條は昼食中の司法官幹部に対して威圧的大訓示を行った。